# Doborján

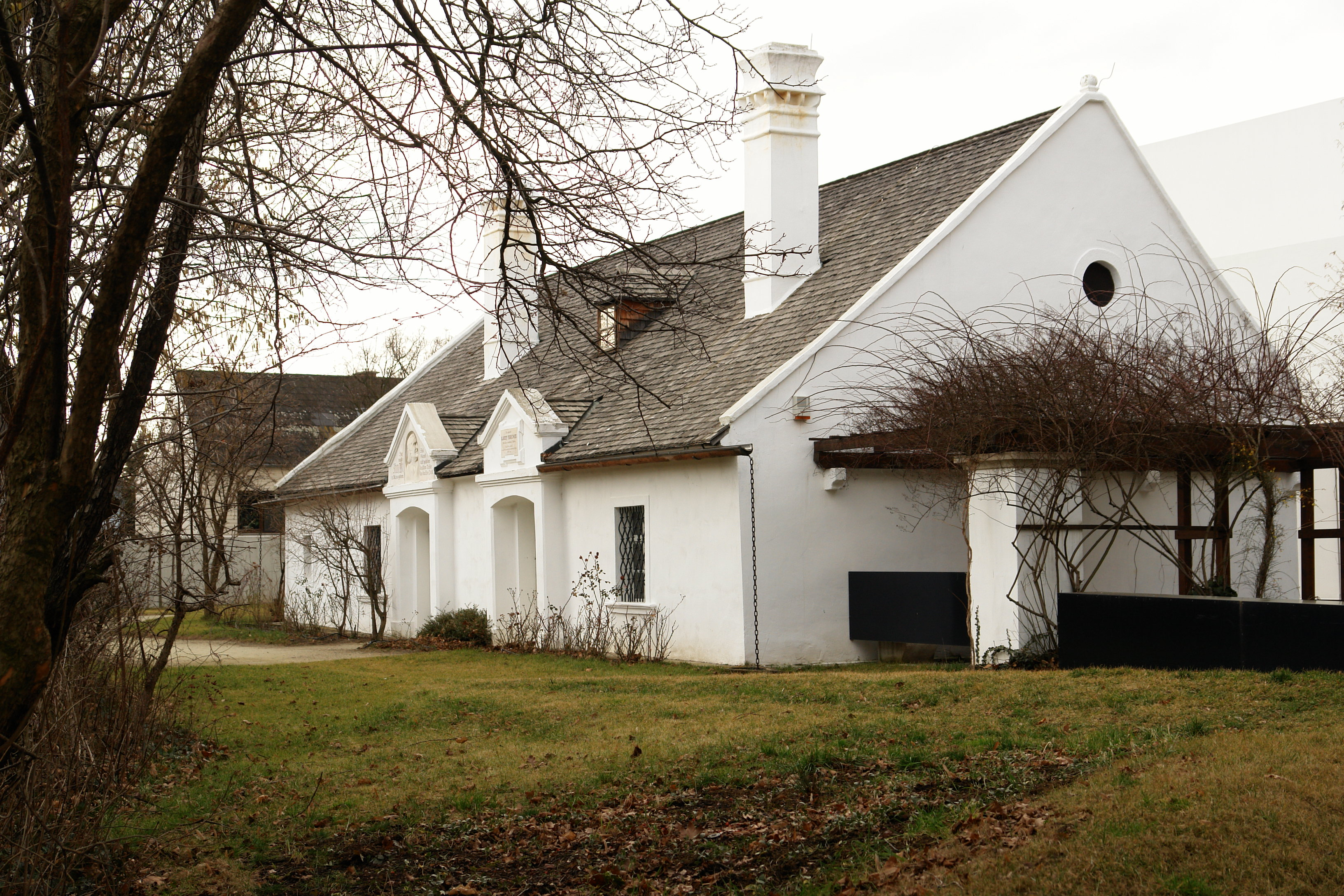
Liszt Ferenc szülőháza

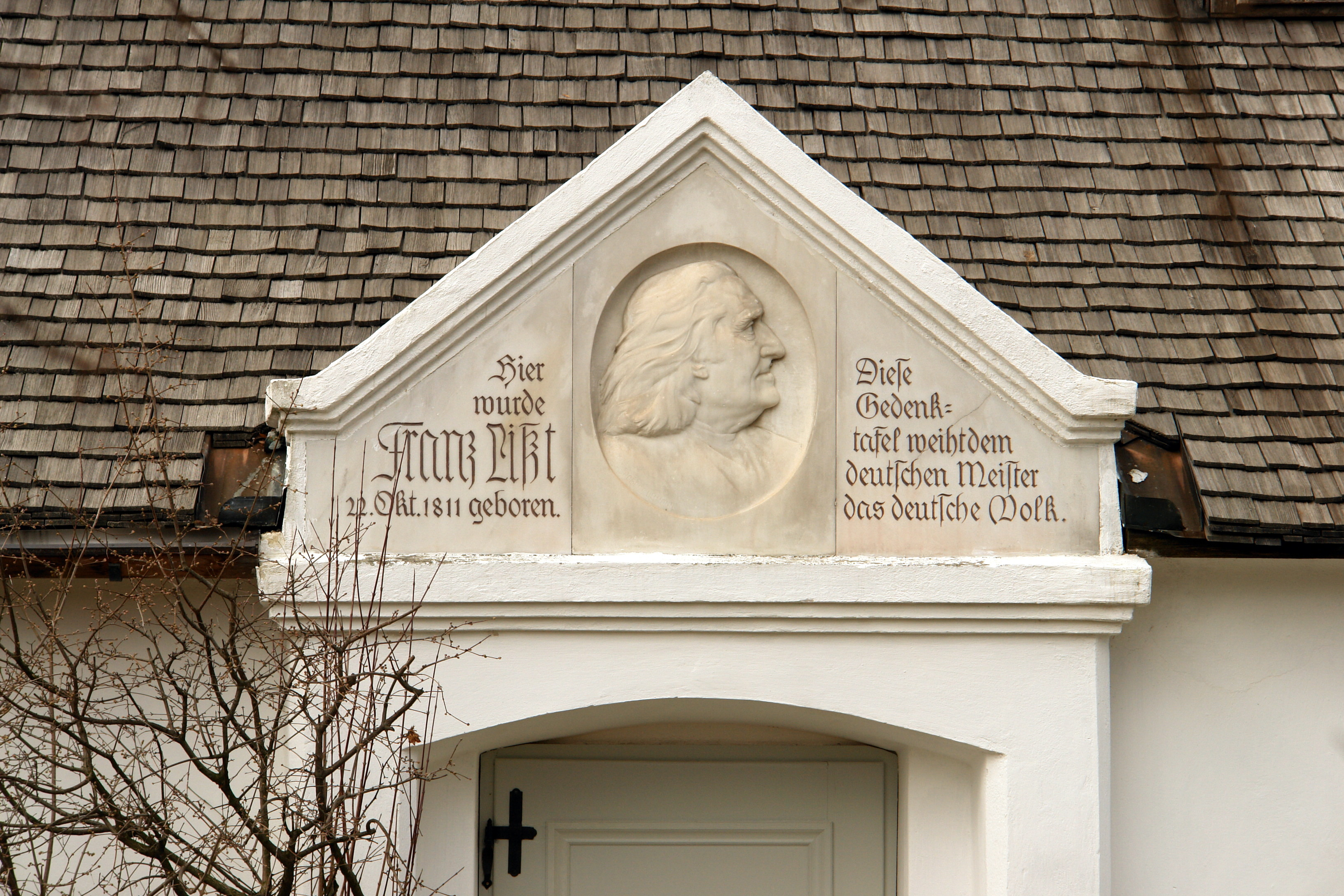
A zeneszerző szülóházának bejárata.

Doborján (németül: Raiding, horvátul: Rainof) mezőváros Ausztriában, Burgenland tartományban, a Felsőpulyai járásban, Felsőpulyától 12 km-re északra.

## Története
A régészeti leletek tanúsága szerint területén már a kőkorszakban emberi település állt. Ezt bizonyítják az itt talált kőbalták, agyagedények, bronzból készült ékszerek. A Krisztus előtti első században kelták, majd később rómaiak foglalták el a vidéket. A népvándorlás idején germán népek, majd avarok, szlávok éltek itt.
1425-ben "Dobornya" néven említi először oklevél. Neve szláv eredetű, jó vidéken lakókat jelent. Német neve a szintén szláv eredetű „rudnik” szóból származik, mely az ószláv „ruda” (= érc) főnévre vezethető vissza és a környéken előforduló érclelőhelyekkel kapcsolatos. A lánzséri váruradalomhoz tartozott, majd a Nagymartoni grófok birtoka volt. Később Oláh Miklós esztergomi érseké, a 17. századtól pedig az Esterházy családé volt. A határvidéken fekvő falu népe az évszázadok során többször szenvedett idegen hadak pusztításaitól. 1529-ben, 1532-ben és 1683-ban a török hadak kíséretében pusztító tatárok dúlták fel. A 16. században az elpusztult lakosság helyére horvátokat telepítettek be. A Rákóczi-szabadságharc alatt a kuruc hadak pusztították, 1809-ben pedig francia seregek szállták meg.
Vályi András szerint „RAJDING. Német falu Sopron Vármegyében, földes Ura H. Eszterházy, és Illésy Uraságok, lakosai katolikusok, fekszik Lókhoz közel, mellynek filiája, Sopronhoz 1 6/8 mértföldnyire, határja nagyobb részént téres, és közép termékenységű, vagyonnyai is meglehetősek, erdeje jeles, második osztálybéli.”
Fényes Elek szerint „Doborján, németül Reiding, horvát falu, Sopron vmgyében, Sopronhoz délre 2 mfd. 650 kath. lak. Van 1014 h. szántóföld, 141 h. rétje, 159 kapa szőleje, s 1000 h. uradalmi nyir, tölgy, fenyőfa erdeje. Földje középszerű. Birja h. Eszterházy, s a helység 24 urb. telekből áll.”
Érdekesség, hogy a települést érintette volna az 1847-ben tervezett Sopron-Kőszeg-Szombathely-Rum-Zalaszentgrót-Nagykanizsa vasútvonal.
1910-ben 928, túlnyomórészt német lakosa volt. A trianoni békeszerződésig Sopron vármegye Felsőpulyai járásához tartozott.

## Nevezetességei
- Liszt Ferenc szülőháza, ma emlékmúzeum. Az épületet, mely az egykori kastély keleti szárnyát képezte 1587-ben gunyafalvi Szeged György építtette, bejárata felett az ő családi címere látható. Az egykor szalmával fedett épület kezdetben ló, szarvasmarha és juhtartásra szolgált. A 17. század közepén az építtető veje Illésy János felújíttatta és átépíttette. Tőle vásárolta meg a majorral együtt 1805-ben Esterházy Miklós herceg. Itt az egykori tiszttartói házban született a nemesvölgyi származású Liszt Ádám fiaként 1811-ben a nagy zeneszerző. A házat utolsó tulajdonosa, dr. Esterházy Pál 1971-ben múzeum céljára Doborján községnek ajándékozta, amely koncerttermet építtetett melléje. A számos kiállítási tárgy között látható a medence, amelyben Lisztet megkeresztelték, és a mester halotti maszkja is. Tárlókban, üvegszekrényben, a falakon függve képek, kották, kéziratok, emléktárgyak vannak kiállítva.
- A patak partján levő parkban áll a nagy zeneszerző 1967-ben felállított fehér márvány mellszobra, Ricardo Bremer alkotása.
- Páduai Szent Antal tiszteletére szentelt római katolikus temploma 1675 és 1680 között épült. 1927-ben régi tornya helyett újat építettek. Régi orgonája és keresztelőmedencéje ma a Liszt múzeumban látható.
- Nepomuki Szent János templom előtt álló szobra 1743-ban készült.
- A Paul Ibyről elnevezett téren áll a püspök emlékműve.
- Az első világháborús emlékművet 1936-ban emelték, 1964-ben újat állítottak.
- A Međugorjei Szűzanya szobra.
- A település közepén nagy szőlőprés áll, mely az itteni szőlőtermesztés nagy hagyományaira emlékeztet.
- A Doborján és Haracsony között álló nagy fakeresztet 1993-ban Paul Iby püspökké szentelésének emlékére emelték.

## Híres emberek
- Nagy szülötte Liszt Ferenc zeneszerző, aki 1811. október 22-én az egykori kastély keleti szárnyát képező épületben született.
- Itt született 1935. január 23-án Paul Iby kismartoni püspök.

## Kultúra
Évente ősszel Liszt Ferenc műveiből összeállított koncerteket rendeznek a szülőház mellé épített modern hangversenyteremben.

## További információk

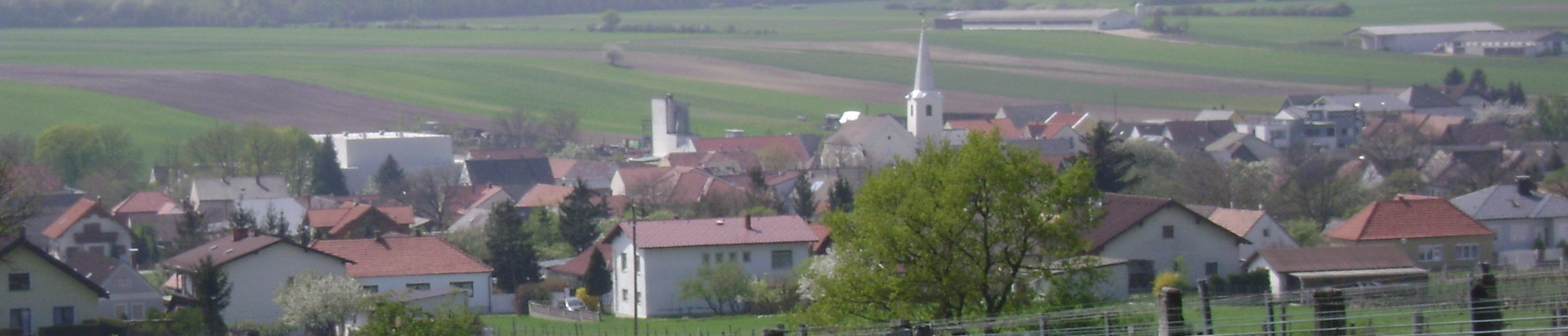
Doborján központja